# Dave Audé
Dave Audé (Los Ángeles, California; 13 de junio de 1969) es un productor, DJ y remixer estadounidense, ganador del Premio Grammy. Opera en Audacious Records, y es conocido por cofundar Moonshine Music en la década del 1990. Produjo remezclas para artistas como U2, will.i.am, T.A.T.u., Katy Perry, Barenaked Ladies, Lady Gaga, Faith No More, Rihanna, Yoko Ono, Madonna, CeCe Peniston, Jennifer Lopez, Céline Dion y Beyoncé. Audé logró meter 13 sencillos número uno en las listas de música dance de Billboard. Posee un amplio catálogo de remixes a lo largo de su carrera. En 2010, fue nominado para un Grammy por su remix de "I Want You" de Dean Coleman, y en 2016 ganó en la misma categoría por el remix de "Uptown Funk" de Mark Ronson y Bruno Mars.

## Biografía
Audé es el hermano mayor del jugador de béisbol, Rich Audé. Empezó su carrera docente en Los Ángeles como instructor de MIDI. En la década de 1990, empieza a producir música house y desempeñándose como DJ en Truth, un discoteca de Los Ángeles, y formó Lunatic Fringe con el propietario del club, Steve Levy. Además fundaron Moonshine Music, un sello discográfico, y construyó un estudio en West Hollywood.
Audé ha tenido gran éxito en la lista de música dance de Billboard cosechando 13 sencillos número uno, entre ellos; "Floor Filler Tune" (1999; US Dance #20), "Common Ground" (2006; US Dance #4), "Make It Last" (2007; US Dance #1), "Grass Is Greener" (con Sisely Treasure) (2009; US Dance #1), "Figure It Out" (2010; US Dance #1) con Isha Coco, a.k.a. Luciana Caporaso, "I'm Still Hot" con Luciana Caporaso (2011; US Dance #1), "Never Forget" con Lena Katina (2012; US Dance #1), "Something For The Weekend" con Luciana Caporaso (2012; US Dance #1), Hold Me con Yoko Ono (2012; US Dance #1), "Electricity & Drums (Bad Boy) con Akon & Luciana Caporaso (2013; US Dance #1), "Take Me Away" con Rokelle (2014; US Dance #1), "Aftermath (Here We Go)" con Andy Bell (2014; US Dance #1), "Hustlin'" con Crazibiza y Vassy (2014; US Dance #1), "You Have to Believe" con Olivia Newton-John y Chloe Lattanzi (2015; US Dance #1) y "True Original" con Andy Bell (2016; US Dance #1). Additionally, he has 102 #1 US Dance tracks to date. En 2006, Audé fundó su propia discográfica, Audacious Records.
En 2010, estuvo nominado para un Grammy para su remix de Dean Coleman "I Want You". Desde 1993 hasta la fecha, produjo remezclas para artistas de la talla de U2, KoЯn, Coldplay, Chris Brown, will.i.am, Ryan Skyy, One Direction, T.A.T.u., Katy Perry, Barenaked Ladies, Faith No More, Sting, Juanes, Rihanna, Yoko Ono, Amy Grant, Pussycat Dolls, Lady Gaga, Lunascape, Madonna, Wanessa, Britney Spears, CeCe Peniston, Selena Gomez & the Scene, Jennifer Lopez, Celine Dion, Ivy Levan y Beyoncé, entre otros.

## Discografía

### Álbumes
- Audacious Summer Vol. 1 (2014)
- Audacious 4 (2013)
- Audacious Summer 2011 Sampler (2011)
- Audacious 3 (2011)
- 2 Audacious (2009)
- Audacious (2006)

### Sencillos
- 2016 "Love Me Like You Mean It" con Kelsea Ballerini
- 2016 "True Original" con Andy Bell
- 2015 "Burning Up" Karine Hannah (con Dave Aude)
- 2015 "You Have to Believe" con Olivia Newton-John & Chloe Lattanzi
- 2015 "Circles"
- 2015 "Te Quiero" Claydee (con Dave Aude)
- 2015 "Step It Up" RuPaul (con Dave Aude)
- 2015 "Im Gonna Get You" con Jessica Sutta
- 2014 "Believe" (Productor) Irina
- 2014 "Tomorrow Never Dies" (Productor) Gali
- 2014 "Tokyo Style" FUTURE BOYZ (con Dave Aude & Vassy)
- 2014 "Sweeter" con Porcelain Black
- 2014 "Tears" Justin Caruso & Dave Aude con Miss Palmer
- 2014 "You Only Talk in #hashtag" con Luciana
- 2014 "Love Come Down" (como compositor y productor) Ivan Gómez & Nacho Chapado con Vassy
- 2014 "Aftermath (Here We Go)" Dave Audé con Andy Bell
- 2013 "Satellite" Justin Caruso & AUDÉ (con Christine Novelli)
- 2013 "Take Me Away" Rokelle (con Dave Audé)
- 2013 "All Night" (como compositor y productor) Irina
- 2013 "Hustlin'" (Crazibiza & Dave Audé con Vassy)
- 2013 "Electricity & Drums (Bad Boy)" (con Akon & Luciana)
- 2013 "Bullet" Rokelle (con Dave Audé)
- 2013 "Hold Me" Yoko Ono (con Dave Audé)
- 2013 "The Girl Can't Help It" Katia Nicole (como compositor y productor)
- 2012 "Fiyacraka" (compositor y productor) Korr-A
- 2012 "Something For The Weekend" (con Luciana)
- 2012 "Never Forget" (con Lena Katina de T.A.T.u.)
- 2011 "I'm Still Hot" (con Luciana)
- 2011 "That You Like" (con Sisely Treasure)
- 2011 "Holdin' On" (con Elijah)
- 2010 "Dancin' Circles" (con David García y Sisely Treasure)
- 2010 "Figure It Out" (con Isha Coco)
- 2009 "Lie to Ourselves" (con Christopher Lawrence y Jen Lasher)
- 2008 "Grass Is Greener" (con Sisely Treasure)
- 2007 "Make It Last" (con Jessica Sutta)
- 2006 "Common Ground" (con Tall Paul y Sisely Treasure)
- 2003 "The Zone" (como Extension 119)
- 2002 "I Don't Want Nobody" (como Jada)
- 2000 "Rush Hour"
- 2000 "Drowning" (como Cleveland Lounge)
- 2000 "I Can't Wait"
- 1999 "Another Day" (como Jada)
- 1999 "Push That Thing"
- 1999 "That Zipper Track" (como Needle Damage)
- 1997 "L-O-V-E" (como parte de Disfunktional)
- 1996 "Free/Lunatix" (como parte de Disfunktional)
- 1996 "Stop/Go" (como D'Still'D)

### Remixes
- 2016 Steve Grand - "We Are the Night"
- 2016 Ro-Mina & Christiano Jordano - "Insane"
- 2016 INAS X - "Love Is"
- 2016 Rachel Platten - "Stand By You"
- 2016 Nikki Jumper - "Sinful Youth"
- 2016 Shawn Hook - "Sound Of Your Heart"
- 2016 M.E.L - "Jealous"
- 2016 Claire Rasa - "Take Me Back"
- 2016 Mack Z - "I Gotta Dance"
- 2015 Adele - "Hello"
- 2015 Lady Gaga - "Til It Happens to You"
- 2015 Nelly feat. Jeremih - "The Fix"
- 2015 PHASES - "I'm In Love With My Life"
- 2015 Mylène Farmer & Sting - "Stolen Car"
- 2015 StoneBridge & Jamie Lee Wilson - "Out Of Nowhere"
- 2015 Prince Royce feat. Jennifer Lopez & Pitbull - "Back It Up"
- 2015 One Direction - "Drag Me Down"
- 2015 Lucas Nord feat. Tove Lo - "Run On Love"
- 2015 Nytrix - "Take Me Higher"
- 2015 Cœur De Pirate - "Carry On"
- 2015 Breanna Rubio – "More Than a Feeling"
- 2015 Bleona - "Take You Over"
- 2015 Paris Hilton - "High Off My Love"
- 2015 Linnea - "Turning Away"
- 2015 Rita Ora feat. Chris Brown - "Body On Me"
- 2015 KC and the Sunshine Band - "I Love You More"
- 2015 Claire Rasa - "All I Wanted"
- 2015 Demi Lovato - "Cool for the Summer"
- 2015 Paul Oakenfold feat. Tawiah - "Lonely Ones"
- 2015 Nick Jonas - "Teacher"
- 2015 Aggros Santos - "Red Lips"
- 2015 Breanna Rubio - "More Than a Felling"
- 2015 Shelter feat. Frankmusik - "With U"
- 2015 Rachel Platten - "Fight Song"
- 2015 Ryan Skyy feat. Niki Darling - "Done"
- 2015 Morgan Page feat. Lissie - "Open Heart"
- 2015 Starling Glow - "Caution Tape"
- 2015 Five Knives - "Savages"
- 2015 Nathan Sykes - "Kiss Me Quick"
- 2015 Jessica Sutta feat. Rico Love - "Let It Be Love"
- 2015 David Gray feat. LeAnn Rimes - "Snow In Vegas"
- 2015 Skylar Stecker - "Rooftop"
- 2015 Mark Ronson feat. Bruno Mars - "Uptown Funk!"
- 2015 Dirty Disco feat. Debby Holiday - "Lift"
- 2015 Malea - "One Hot Mess"
- 2015 ONO - "Woman Power"
- 2015 Marlon Roudette - "When The Beat Drops Out"
- 2015 Katy Tiz - "Whistle (While You Work It)"
- 2015 Kelly Clarkson - "Heartbeat Song"
- 2015 Ivy Levan - "Biscuit"
- 2015 Noelia feat. Timbaland - "Spell"
- 2015 Selena Gomez - "The Heart Wants What It Wants"
- 2014 OneRepublic - "I Lived ([RED]) Remix"
- 2014 Ella Henderson - "Ghost"
- 2014 Gia - "World"
- 2014 Tinashe - "Pretend"
- 2014 Nikkole - "Zero"
- 2014 Sariah - "Aware, Alive, Awake"
- 2014 Cherry Cherry Boom Boom - "A Little Bit Of Love"
- 2014 Chris Brown feat. Usher & Rick Ross - "New Flame"
- 2014 RAC feat. Matthew Koma - "Cheap Sunglasses"
- 2014 (We Are) Nexus - "Better Off Without You"
- 2014 G.R.L. - "Ugly Heart"
- 2014 ONO - "Angel"
- 2014 Dirty Loops - "Hit Me"
- 2014 Bastille - "Bad Blood"
- 2014 Harlee feat. Akon - "Dream Warriors"
- 2014 Shara Strand - "RSVP"
- 2014 Hilary Duff - "Chasing the Sun"
- 2014 Chris Willis & Joachim Garraud - "One Life"
- 2014 Röyksopp & Robyn - "Do It Again"
- 2014 Ariana Grande feat. Iggy Azalea - "Problem"
- 2014 Amy Grant – "Baby Baby"
- 2014 Anise K & Lance Bass feat. Bella Blue – "Walking on Air"
- 2014 (We Are) Nexus – "Shamelessly"
- 2014 The McClymonts – "Here's To You & I"
- 2014 Phunk Investigation – "Sax Shop"
- 2014 Nadia Forde – "Love is in the Air"
- 2014 London Rose – "Kick Drum"
- 2014 Idina Menzel – "Let It Go"
- 2014 Beyoncé – "Partition"
- 2014 Zedd feat. Matthew Koma & Miriam Bryant – "Find You"
- 2014 Juanes – "La Luz"
- 2014 Scarlett Rabe – "Battle Cry"
- 2014 Havana Brown – "Warrior"
- 2014 Enrique Iglesias feat. Pitbull – "I'm a Freak"
- 2014 ZZ Ward – "Last Love Song"
- 2014 Asher Monroe feat. Chris Brown – "Memory"
- 2014 Britney Spears – "Body Ache"
- 2014 Five Knives – "The Rising"
- 2014 Lena Katina – "Lift Me Up"
- 2014 Baker – "Not Gonna Wait"
- 2014 Starling Glow – "Ignite"
- 2014 Starling Glow – "We Are Infinite"
- 2013 Mel B – "For Once In My Life"
- 2013 FAKY – "Better Without You"
- 2013 Lea Michele – "Cannonball"
- 2013 Sage The Gemini feat. Iamsu! – "Gas Pedal"
- 2013 Kimberly Davis – "With You"
- 2013 My Crazy Girlfriend – "Go F**k Yourself"
- 2013 Alla Ray – "On Fire"
- 2013 Noelia – "Mind Blown"
- 2013 Erasure – "Gaudete"
- 2013 Vassy – "Mad"
- 2013 LeAnn Rimes – "Gasoline & Matches"
- 2013 Celine Dion – "Loved Me Back to Life"
- 2013 Pearl Future feat. Sidney Samson – "I Can't Get Enough Of You"
- 2013 Pet Shop Boys – "Love Is A Bourgeois Construct"
- 2013 Meital – "Give Us Back Love"
- 2013 Havana Brown – "Flashing Lights"
- 2013 Vanessa Hudgens – "$$$EX"
- 2013 Asher Monroe – "Hush Hush"
- 2013 Colette Carr – "Never Gonna Happen"
- 2013 Ikon & Exodus ft. Sisely Treasure – "Shadow of the Sun"
- 2013 Yoko Ono – "Walking On Thin Ice"
- 2013 LeAnn Rimes – "You Ruined Me"
- 2013 LeAnn Rimes – "Spitfire"
- 2013 Luciana – "U B The Bass"
- 2013 Stefano Pain ft. Lucia – "Somewhere In The Sky"
- 2013 Irina – "One Last Kiss"
- 2013 Matthew Koma – "One Night"
- 2013 Selena Gomez – "Come & Get It"
- 2013 Ciara – "Body Party"
- 2013 Plumb – "Need You Now"
- 2013 Juanes – "Cumbia Sexy"
- 2013 Laura laRue – "Free Love"
- 2013 Asher Monroe – "Here With You"
- 2013 Stacey Jackson – "Pointing Fingers"
- 2013 Mayra Verónica – "Ay Mama Mia"
- 2012 will.i.am ft. Britney Spears – "Scream & Shout"
- 2012 Irina – "Believe"
- 2012 Irina – "Something About You"
- 2012 Kwanza Jones – "Supercharged"
- 2012 Cherry Cherry Boom Boom – "One and Only"
- 2012 Havana Brown – "Big Banana"
- 2012 Rihanna – "Diamonds"
- 2012 Vassy – "We Are Young"
- 2012 Tanlines – "All Of Me"
- 2012 Chris Brown – "Don't Judge Me"
- 2012 Paloma Faith – "Picking Up the Pieces"
- 2012 Kreayshawn – "Go Hard"
- 2012 Conor Maynard ft. Ne-Yo – "Turn Around"
- 2012 One Direction – "Live While We're Young"
- 2012 Mandy Capristo - "The Way I Like It"
- 2012 Frenchie Davis – "Love's Got A Hold On Me"
- 2012 Audio Playground – "Emergency"
- 2012 Jeffree Star – "Prom Night!"
- 2012 Wonder Girls feat. Akon – "Like Money"
- 2012 Midnight Red – "Hell Yeah"
- 2012 Taryn Manning – "Send Me Your Love"
- 2012 Yoko Ono – "I'm Moving On"
- 2012 Blush – "All Stars"
- 2012 Selena Gomez & the Scene – "Hit the Lights"
- 2012 Morel – "I'm So Low"
- 2012 Erika Jayne – "United"
- 2012 Tammy Wynette – "Stand By Your Man"
- 2012 One Direction – "What Makes You Beautiful"
- 2012 Madonna – "Girl Gone Wild"
- 2012 Yoko Ono – "She Gets Down on Her Knees"
- 2012 China Anne McClain – "Unstoppable"
- 2012 Carishma – "Like A Rainbow"
- 2012 Adam Lambert – "Better Than I Know Myself"
- 2012 Lena Katina – "Never Forget"
- 2012 Jeffree Star – "Prom Night"
- 2012 Coldplay – "Charlie Brown"
- 2012 Eva – "Body On Mine"
- 2012 Penguin Prison – "Don't Fuck With My Money"
- 2011 will.i.am feat. Mick Jagger & Jennifer Lopez – "T.H.E."
- 2011 Zander Bleck – "Temptation"
- 2011 Carishma – "Glow In The Dark"
- 2011 Neon Hitch – "Fuck U Betta"
- 2011 Audio Playground – "Famous"
- 2011 Rihanna – "You Da One"
- 2011 Bera – "Light It Up"
- 2011 Paris & Destinee – "True Love"
- 2011 Blush – "Dance On"
- 2011 Selena Gomez & the Scene – "Love You like a Love Song"
- 2011 Guinevere – "Crazy Crazy"
- 2011 KoЯn feat. Skrillex & Kill The Noise – "Narcissistic Cannibal"
- 2011 Luciana – "I'm Still Hot"
- 2011 NERVO – "We're All No One"
- 2011 Jessica Sutta – "Show Me"
- 2011 Yoko Ono – "Talking to the Universe"
- 2011 Colette Carr – "(We Do It) Primo"
- 2011 Digital Freq & Lizzie Curious – "Last Train To Nowhere"
- 2011 Bera – "Favourite Things"
- 2011 Nicole Scherzinger – "Don't Hold Your Breath"
- 2011 Blush feat. Snoop Dogg – "Undivided"
- 2011 Mayra Veronica – "Freak Like Me"
- 2011 Christian TV – "I'm In Love"
- 2011 Frankmusik feat. Far East Movement – "Do It in the AM"
- 2011 Beyoncé – "Run The World (Girls)"
- 2011 Innerpartysystem – "Not Getting Any Better"
- 2011 Lady Gaga – "Judas"
- 2011 Jennifer Lopez feat. Lil Wayne – "I'm Into You"
- 2011 Selena Gomez & the Scene – "Who Says"
- 2011 Andrea Rosario – "We Own The Night"
- 2011 Wanessa – "Stuck On Repeat"
- 2011 Jennifer Hudson – "Where You At"
- 2011 Ono – "Move on Fast"
- 2011 Sultan & Ned Shepard feat. Nadia Ali – "Call My Name"
- 2011 LeAnn Rimes – "Crazy Women"
- 2011 Katy Perry feat. Kanye West – "E.T"
- 2011 Rihanna – "S&M"
- 2010 Edei – "In My Bed"
- 2011 J786 – "Outtacontrol"
- 2010 Nadine Coyle – "Hands Up"
- 2010 Selena Gomez & the Scene – "A Year Without Rain"
- 2010 Natasha Bedingfield – "Strip Me"
- 2010 Ke$ha – "Animal"
- 2010 Erika Jayne – "One Hot Pleasure"
- 2010 The Black Eyed Peas – "The Time (Dirty Bit)"
- 2010 Cher – "You Haven't Seen The Last Of Me"
- 2010 Nicole Scherzinger – "Poison"
- 2010 J786 – "Rock Tonight"
- 2010 Richard Vission & Static Revenger & Luciana – "I Like That"
- 2010 BT –  "The Emergency"
- 2010 Beach Girls 5 – "Scratch"
- 2010 Plumb – "Beautiful History"
- 2010 Paradiso Girls – "Who's My Bitch"
- 2010 Yoko Ono – "Wouldnit (I'm a Star)"
- 2010 Giulietta – "Vertigo"
- 2010 Katy Perry – "Teenage Dream"
- 2010 Selena Gomez & the Scene – "Round & Round"
- 2010 Charice – "I Love You"
- 2010 Kaci Battaglia – "Body Shots"
- 2010 Sarah McLachlan – "Loving You is Easy"
- 2010 Zayra – "V.I.P."
- 2010 Ecotek – "Into The Night"
- 2010 Vinny Troia feat. Jaidene Veda – "Do For Love"
- 2010 Carmen Reece – Raindrop
- 2010 Rihanna – "Rockstar 101"
- 2010 Ke$ha – "Your Love Is My Drug"
- 2010 Taio Cruz feat. Ke$ha – "Dirty Picture"
- 2010 Alexis Jordan – "Happiness"
- 2010 Lady Gaga – "Alejandro
- 2010 OneRepublic – "All the Right Moves"
- 2010 Goldfrapp – "Alive"
- 2010 Kelis – "Acapella"
- 2010 Mary J. Blige – "I Am"
- 2010 The Disco Biscits – "On Time"
- 2010 Nadine Coyle – "Put Your Hands Up"
- 2010 Iyaz – "Solo"
- 2010 Black Gold – "Shine"
- 2010 Charice – "Pyramid"
- 2010 Lara Fabian - "Toutes les Femmes En Moi" (English and French)
- 2010 Yoko Ono – "Give Me Something"
- 2010 Selena Gomez & the Scene – "Naturally"
- 2010 Lady Gaga – "Bad Romance"
- 2010 Erika Jayne – "Sex Shooter"
- 2010 Erika Jayne – "Pretty Mess"
- 2010 Vinny Troia feat. Jaidene Veda – "Magic"
- 2009 Ralphi Rosario feat. Shawn Christoher – "Everybody Shake It"
- 2009 Information Society – "Seeds Of Pain"
- 2009 Sun – "Fancy Free"
- 2009 Gia Bella – "Back It Up"
- 2009 Esmee Denters – "Outta Here"
- 2009 Fans Of Jimmy Century – "Lola Like This"
- 2009 Atom – "Satellite"
- 2009 Yulianna – "Racecar"
- 2009 Ysa Ferrer – "Last Zoom"
- 2009 Yoko Ono – "I'm Not Getting Enough"
- 2009 Matt Goss – Evil
- 2009 V Factory – "Love Struck"
- 2009 U2 – "Magnificent"
- 2009 Rob Zombie – "What"
- 2009 Pussycat Dolls – "Hush Hush"
- 2009 Plumb – "Hang On"
- 2009 Paradiso Girls – "Patron Tequila"
- 2009 Oceana – "Body Rock"
- 2009 Noisettes – "Don't Upset The Rhythm"
- 2009 Mr Hudson feat. Kanye West – "Supernova"
- 2009 New Boyz – "You're a Jerk"
- 2009 Mary Mary – "God In Me"
- 2009 Lady Gaga – "Paparazzi"
- 2009 La Roux – "Bulletproof"
- 2009 Julien-K – "Kick The Bass"
- 2009 Jonas Brothers – "Paranoid"
- 2009 Janet Jackson – "Make Me"
- 2009 Jackson 5 – "Dancing Machine" (Dave Audé vs. Havana Brown Remix)
- 2009 Sean Kingston – "Fire Burning"
- 2009 Heidi Montag – "More is More"
- 2009 Eva Simons – "Silly Boy"
- 2009 Erika Jayne – "Give You Everything"
- 2009 Cinema Bizarre – "Lovesongs (They Kill Me)"
- 2009 Dean Coleman feat. DCLA – "I Want You"
- 2009 Chrisette Michele – "Epiphany"
- 2009 Pussycat Dolls – "Bottle Pop"
- 2009 Carmen Reece – "Right Here"
- 2009 Mena Heaven – "Open Up Your Mind"
- 2009 Bad Boy Bill feat. Alyssa Palmer – "Do What U Like"
- 2009 Beyoncé – "Halo"
- 2009 Backstreet Boys – "Straight Through My Heart"
- 2009 Ashley Tisdale – "It's Alright, It's OK"
- 2008 Gina Star feat. Deanna – "Rock With Me"
- 2008 Donna Summer – "Fame (The Game)"
- 2008 Girlicious – "Stupid Sh**"
- 2008 Girlicious – "Like Me"
- 2008 Girlicious – "Baby Doll"
- 2008 Girls Aloud – "The Promise"
- 2008 Lenna – "Elle Est Trés L.A."
- 2008 Janice Grace – "Wanna Be Beautiful"
- 2008 Craig David – "Hot Stuff (Let's Dance)"
- 2008 The Pussycat Dolls – "When I Grow Up"
- 2008 Beyoncé – "Single Ladies (Put a Ring on It)"
- 2008 Sultan & Ned Shepard feat. Kuba One – "Jeopardy"
- 2008 Lady Gaga – "LoveGame"
- 2008 Lady Gaga – "Poker Face"
- 2008 Leana – "Feel Me"
- 2008 Ashlee Simpson – "Little Miss Obsessive"
- 2008 Ashlee Simpson – "Outta My Head (Ay Ya Ya)"
- 2008 Colette – "If"
- 2008 Yoko Ono – "Give Peace a Chance"
- 2008 will.i.am – "One More Chance"
- 2008 Pussycat Dolls – "I Hate This Part"
- 2008 Lady Gaga – "The Fame"
- 2008 Enrique Iglesias – "Away"
- 2008 Blake Lewis – "How Many Words"
- 2008 DJ Timbo & Friends – "GoGo Girl"
- 2008 Hilary Duff – "Stranger" (Vission vs. Audé Remix)
- 2008 Inaya Day – "Say You Will"
- 2007 Samantha Jade – "Eyes On Me"
- 2007 Leana – "Embrace Me"
- 2007 Pussycat Dolls – "Buttons"
- 2007 Gabriel & Dresden feat. Jan Burton – "New Path"
- 2007 Stevie Nicks – "Stand Back"
- 2007 Danity Kane – "Show Stopper"
- 2007 Meck feat. Dino – "Feels Like Home"
- 2007 Yoko Ono – "You're the One" (como Claude Le Gache)
- 2007 Young Love – "Find A New Way"
- 2007 KoЯn – "Evolution"
- 2007 Jonathan Davis – "Got Money"
- 2007 Enrique Iglesias – "Tired Of Being Sorry" (como parte de Dummies)
- 2007 Enrique Iglesias – "Escape"
- 2007 Hilary Duff – "With Love" (Richard Vission vs. Dave Audé Remix)
- 2007 Jacinta – "Can't Keep It A Secret"
- 2007 Kelly Clarkson- "Never Again"
- 2007 Suite 117 – "Smaller"
- 2007 Valeria – "Girl I Told Ya"
- 2007 Kimberley Locke – "Band Of Gold"
- 2007 Enrique Iglesias – "Do You Know? (The Ping Pong Song)"
- 2007 Nelly Furtado – "All Good Things (Come to an End)"
- 2007 Nicole Scherzinger feat. will.i.am – "Baby Love"
- 2006 The Veronicas – "Everything I'm Not" (como Claude Le Gache)
- 2006 Mobile – "Out of My Head" (como Claude Le Gache)
- 2006 Nemesis – "Number One In Heaven"
- 2006 KoЯn – "Politics" (como Claude Le Gache)
- 2006 Robin – "The DJ Made Me Do It"
- 2006 Paris Hilton – "Turn You On" (como Claude Le Gache)
- 2006 Paris Hilton – "Turn It Up"
- 2006 MYNC Project & Danny Rampling – "Strobelight"
- 2006 Jessica Vale – "Disco Libido"
- 2006 Jupiter Rising – "Go!"
- 2006 Jamie Kennedy & Stu Stone – "Circle Circle Dot Dot"
- 2006 Beyoncé – "Upgrade U"
- 2006 Chelo – "Cha Cha"
- 2005 Coldplay – "Talk"
- 2005 JoJo – "Leave"
- 2005 Lunascape – "Mindstalking"
- 2005 A-ha – "Take on Me" (DJ Dan Remix; como prod. adicional)
- 2005 Jennifer Green – "How Can I Be Falling"
- 2005 The Lovemakers – "Prepare for the Fight " (como parte de Dummies)
- 2005 Ringside – "Tired Of Being Sorry" (como parte de Dummies)
- 2005 New Order – "Guilt Is a Useless Emotion" (DJ Dan Remix; como prod. adicional)
- 2005 New Order – "Krafty" (DJ Dan Remix; como prod. adicional)
- 2005 Depeche Mode – "Precious" (DJ Dan 4 A.M. Mix; como prod. adicional)
- 2006 KoЯn – "Twisted Transistor"
- 2005 Crime Mob – "Steilettos (Pumps)"
- 2005 Lindsay Lohan – "Confessions of a Broken Heart (Daughter to Father)"
- 2005 The Pussycat Dolls feat. Busta Rhymes – "Don't Cha" (DJ Dan's Sqweegee Dub Mix; como prod. adicional)
- 2005 Clear Static – "Make-Up Sex" (como Claude Le Gache)
- 2005 Alanis Morissette – "Crazy" (como Claude Le Gache)
- 2005 The Veronicas – "4ever" (como Claude Le Gache)
- 2005 Pepper Mashay with Digital Trip – "Send Me An Angel"
- 2005 Gorillaz – "DARE"
- 2005 t.A.T.u. – "All About Us"
- 2005 Sting – "Stolen Car (Take Me Dancing)"
- 2005 Britney Spears – "I'm A Slave 4 U"
- 2004 Sugababes – "Hole in the Head" (como parte de Dummies)
- 2004 Cherie – "I'm Ready"
- 2004 Cherie – "Older Than My Years"
- 2004 TNT – "Dynamite (Theme From "LA DJ")"
- 2004 Ono – "Everyman… Everywoman…"
- 2004 Argento – "Disco Geiger"
- 2003 Annie Lennox – "Wonderful"
- 2003 Becky Baeling – "Getaway" (como Extension 119)
- 2003 No Doubt – "It's my life"
- 2003 Extension 119 – "The Zone"
- 2003 GusGus – "David"
- 2003 Cause & Effect – "Into the Light"
- 2003 Sting – "Send Your Love"
- 2003 Enrique Iglesias feat. Kelis – "Not in Love"
- 2003 Baha Men – "Handle It"
- 2003 t.A.T.u. – "30 Minutes" (como Extension 119)
- 2003 t.A.T.u. – "Not Gonna Get Us"
- 2002 DJ Keoki – "Jealousy"
- 2002 t.A.T.u. – "All The Things She Said" (como Extension 119)
- 2002 Cirrus – "Boomerang" (como parte de Rich Kidz)
- 2001 DJ Keoki – "Relax"
- 2001 Tall Paul – "It's Alright"
- 2001 Ferry Corsten – "Punk" (como parte de Rich Kidz)
- 2001 LeAnn Rimes – "I Need You"
- 2001 BT – "Madskillz"
- 2000 Madonna – "Music"
- 2000 Madonna – "Don't Tell Me"
- 2000 Vimana – "We Came"
- 2000 Mystic 3 – "Something's Goin' On"
- 2000 Everlasting Throbbing Poppers – "Pulsing"
- 2000 Yomanda – "On The Level"
- 2000 CeCe Peniston – "Lifetime to Love"
- 2000 Freshmaka – "La La La"
- 2000 Tall Paul – "Freebase"
- 2000 Duke – "Greater"
- 2000 Cleveland Lounge – "Drowning"
- 2000 Snake River Conspiracy – "Breed"
- 1999 Fifty Fifty – "Tonight (I'm Dreaming)"
- 1999 Baby Blue – "Too Loud"
- 1999 Shawn Christopher – "Sweet Freedom"
- 1999 Shawn Christopher – "Don't Lose The Magic"
- 1999 Pat Hodges – "Rushin' To Meet You"
- 1999 Freshmäka – "I Am The Freshmäka"
- 1999 E.K.O. – "Keep It Shining"
- 1999 Radical Playaz – "The Hook"
- 1999 2 Eivissa – "Shattered Dreams"
- 1998 Happy Rhodes – "Roy"
- 1998 Mystic 3 – "Something's Goin' On"
- 1998 Orgy – "Blue Monday" (DJ Dan Remix; como prod. adicional)
- 1998 Faith No More – "We Care a Lot"
- 1998 Love and Rockets – "Lift" (Keoki Malibu Mix)
- 1998 DJ Keoki - Me  (como D'Still'D No Drug)
- 1997 Deni Hines – "I Like The Way"
- 1997 Temple feat. Allen Hidalgo – "The Message"
- 1997 Tall Paul – "Rock Da House" (como D'Still'D)
- 1997 Tenth Chapter – "Prologue"
- 1997 Discfunktional – "L-O-V-E"
- 1997 Mighty Dub Katz – "It's Just Another Groove (I Think That We Should Get Back Together)" (como parte de Disfunktional)
- 1996 Future Breeze – "Why Don't You Dance With Me" (como D'Still'D)
- 1996 Gypsy Queens – "Paradise" (como D'Still'D)
- 1996 Eden feat. Callaghan – "Lift Me" (Dave Aude Mad Mix)
- 1996 Kellee – "My Love '96" (como D'Still'D)
- 1996 Progression – "If You Believe" (como parte de Disfunktional)
- 1996 E.K.O. – "De La Casa" (como D'Still'D)
- 1996 Elli Mac – "Celebrate" (Dave Aude Mad Mix)
- 1996 DJ Keoki – "Caterpillar"
- 1995 Barenaked Ladies – "One Week"
- 1993 Lunatic Fringe – "I Believe"